# 卡塔利娜島
18°21′36″N 69°00′17″W / 18.36000°N 69.00472°W
卡塔利娜島（西班牙語：Isla Catalina）是多明尼加共和國的島嶼，位於加勒比海，屬於大安地列斯群島的一部分，由拉羅馬納省負責管轄，長4.6公里、寬3.0公里，面積8平方公里，最高點海拔高度18米，島上無人居住。